# Мухаммед-Джавад Багонар
Худжат аль-іслам Мухаммед-Джавад Багонар (перс. محمدجواد باهنر; 5 вересня 1933 — 30 серпня 1981) — іранський духовний і політичний діяч, прем'єр-міністр країни у серпні 1981 року.

## Життєпис
Народився в Кермані. У 1960-их роках за свою протиурядову діяльність був ув'язнений. Після звільнення майже припинив займатись політикою, а зосередився на укладанні богословських текстів.
Одразу після революції увійшов до складу щойно сформованої Іранської революційної ради. В кабінеті Мохаммада Алі Раджаї обіймав посаду міністра освіти. На початку серпня 1981 року, коли Раджаї став президентом, Багонар очолив уряд.
Був убитий 30 серпня того ж року разом з президентом Раджаї та іншими політичними лідерами країни, коли в тегеранському офісі прем'єр-міністра підірвалась бомба. Убивця був упізнаний як Массуд Кашмірі, агент ОМІН, який проник до кабінету глави уряду під виглядом чиновника державної безпеки.